# Loxofidonia restitutens
Loxofidonia restitutens là một loài bướm đêm trong họ Geometridae.